# Bestla
Bestla es la esposa de Bor y madre de los dioses Odín, Vili y Ve en la mitología nórdica. Bestla aparece en Hávamál de la Edda poética, una compilación del siglo XIII del historiador Snorri Sturluson que usó fuentes tempranas de escaldos escandinavos.
En Gylfaginning, una sección de la Edda prosaica, la figura de Hár cita a Gangleri (descrito como Gylfi disfrazado) la genealogía del dios Odín y sus hermanos Vili y Ve, todos hijos de Bor y Bestla, y que Bestla es hija de Bölþorn, que según Hár es un jötunn.
En Skáldskaparmál, aparece un trabajo del escaldo Einarr que se refiere a Odín como "el hijo de Bestla".
Algunos investigadores teorizan que el hermano de Bestla es Mímir.